# Hogna rizali
Hogna rizali este o specie de păianjeni din genul Hogna, familia Lycosidae, descrisă de Alberto Barrion și Litsinger, 1995.
Este endemică în Filipine. Conform Catalogue of Life specia Hogna rizali nu are subspecii cunoscute.